# Vekunta bri
Vekunta bri – gatunek pluskwiaka z rodziny Derbidae i podrodziny Cenchreinae. Jest endemitem Wysp Wewnętrznych archipelagu Seszeli.

## Taksonomia
Gatunek ten opisany został po raz pierwszy w 2009 roku przez Holgera Löckera, Birgit Löcker i Wernera E. Holzingera na łamach „Zootaxa”. Jako lokalizację typową wskazano górę Palmiste na wyspie Mahé w archipelagu Seszeli. Epitet gatunkowy nadano na cześć Brigitte Komposch, która odłowiła materiał typowy.

## Morfologia
Samce osiągają od 4,9 do 5,1 mm, a samice od 5,8 do 6 mm długości ciała. Ubarwienie jest żółte z czarniawym szczytem kłujki i bladożółtymi z brązowawym paskiem przy żyłce subkostalnej skrzydłami przednimi. Głowa ma wyraźnie kątowo zgięty w widoku bocznym wierzchołek, zaopatrzony w słabo wykształcone żeberko środkowe i pozbawiony żeberek bocznych przedustek, zaopatrzony w przeciętnie wykształcone żeberka boczne i środkowe zaustek, wąskie, silnie wysklepione, najszersze w dole czoło z wyraźnie ziarenkowanymi żeberkami bocznymi oraz pozbawione żeberka środkowego i zaopatrzone w żeberka boczne z dołkami zmysłowymi ciemię o U-kształtnie wykrojonej nasadzie. Na głowie brak jest wyrostków podczułkowych. Drugi człon czułków jest jajowaty w zarysie. Kłujka w spoczynku sięga poza biodra tylnej pary. Przedplecze ma boczne żeberka i brzuszne brzegi niewyniesione liściowato, a tylną krawędź rozwartokątnie zagiętą. Śródplecze ma trzy słabo zaznaczone podłużne żeberka i jest wyniesione nieco powyżej ciemienia. Skrzydło przednie ma krótką komórkę subkostalną oraz zamkniętą międzykrywkę z żyłkami formującymi wydatne listwy zaopatrzone w szereg guzków ze szczecinkami. Skrzydło tylne jest dłuższe niż połowa przedniego. Odnóża tylnej pary cechują się pozbawionymi kolców bocznych i zaopatrzonymi w siedem umieszczonych w nieprzerwanym szeregu ząbków wierzchołkowych goleniami oraz pozbawionymi poduszeczek i opatrzonymi sześcioma ząbkami wierzchołkowymi członami stóp pierwszym i drugim. Genitalia samca mają długą rurkę analną z haczykowatym wierzchołkiem zwróconym na lewo, zaopatrzony w wydłużony i dowewnętrznie skierowany wyrostek boczny, ale pozbawiony wyrostka brzuszno-środkowego pygofor, długie, zakrzywione na szczycie a w połowie długości opatrzone wyrostkiem gonostyliki oraz zaopatrzony w dwa kolce wyrostek na szczycie edeagusa.

## Ekologia i występowanie
Owad ten znajdowany był na krzewach z rodzaju Chrysobalanus.
Gatunek ten występuje w krainie madagaskarskiej. Jest endemitem Wysp Wewnętrznych archipelagu Seszeli. Znany jest z wysp Mahé i Silhouette.